# Toszkán uralkodók házastársainak listája
Ez a lap a toszkán uralkodók házastársainak listája, ami a Firenzei Köztársaság első hercegétől, Alessandro de’ Medicitől sorolja fel Firenze majd a Toszkánai Nagyhercegség hercegeinek és nagyhercegeinek hitveseit, beleértve a napóleoni háborúk idején kikiáltott Etruriai Királyság királynéját is.

## Firenze hercegnéje (1531–69)

### Medici-ház
| Portré | Uralkodói név             | Felmenője                                                            | Házassága                                          | Uralkodói hitvessé válása                          | Uralkodói hitvesi terminusa vége | Halála                         | Házastársa | Forr. |
| ------ | ------------------------- | -------------------------------------------------------------------- | -------------------------------------------------- | -------------------------------------------------- | -------------------------------- | ------------------------------ | ---------- | ----- |
|        | Ausztriai Margit hercegné | V. Károly német-római császár és spanyol király (Habsburgok)         | 1536. január 18. házasságkötése, hercegnévé válása | 1536. január 18. házasságkötése, hercegnévé válása | 1537. január 6. hitvese halála   | 1586. január 18. (63 évesen)   | Alessandro | [ 1 ] |
|        | Toledói Eleonóra hercegné | Pedro Álvarez de Toledo y Zúñiga nápolyi alkirály (Alba de Tormesék) | 1539. március 29.                                  | 1537. január 6. hitvese trónra lépte               | 1562. december 17. (43 évesen)   | 1562. december 17. (43 évesen) | I. Cosimo  | [ 2 ] |

## Toszkána nagyhercegnéje (1569–1801)

### Medici-ház
| Portré | Uralkodói név                                      | Felmenője                                                      | Házassága                                              | Uralkodói hitvessé válása                                 | Uralkodói hitvesi terminusa vége                        | Halála                                | Házastársa    | Forr. |
| ------ | -------------------------------------------------- | -------------------------------------------------------------- | ------------------------------------------------------ | --------------------------------------------------------- | ------------------------------------------------------- | ------------------------------------- | ------------- | ----- |
|        | Ausztriai Johanna nagyhercegné                     | I. Ferdinánd német-római császár és magyar király (Habsburgok) | 1565. december 25. házasságkötése                      | 1574. április 21. hitvese trónra lépte, hercegnévé válása | 1578. április 11. (31 évesen)                           | 1578. április 11. (31 évesen)         | I. Ferenc     | [ 3 ] |
|        | Bianca Cappello nagyhercegné                       | Bartolomeo Cappello és Pellegrina Morosini                     | 1579. június 12. házasságkötése, hercegnévé válása     | 1579. június 12. házasságkötése, hercegnévé válása        | 1578.április 11. (40 éves kora körül)                   | 1578.április 11. (40 éves kora körül) | I. Ferenc     | [ 4 ] |
|        | Lotaringiai Krisztina nagyhercegné                 | III. Károly lotaringiai herceg (Lotaringiaiak)                 | 1589. május 3. házasságkötése, hercegnévé válása       | 1589. május 3. házasságkötése, hercegnévé válása          | 1609. február 17. hitvese halála                        | 1637. december 19. (72 évesen)        | I. Ferdinánd  | [ 5 ] |
|        | Ausztriai Mária Magdaléna nagyhercegné             | II. Károly osztrák főherceg (Habsburgok)                       | 1608. október 19. házasságkötése                       | 1609. február 17. hitvese trónra lépte, hercegnévé válása | 1621. február 28. hitvese halála                        | 1631. november 1. (42 évesen)         | II. Cosimo    | [ 6 ] |
|        | Vittoria della Rovere nagyhercegné                 | Federico Ubaldo della Rovere, Urbino hercege (Della Roverék)   | 1633. szeptember 26. házasságkötése, hercegnévé válása | 1633. szeptember 26. házasságkötése, hercegnévé válása    | 1670. május 23. hitvese halála                          | 1694. március 5. (72 évesen)          | II. Ferdinánd | [ 7 ] |
|        | Marguerite Louise d′Orléans nagyhercegné           | Gaston, Orléans hercege (Orléans-iak)                          | 1661. június 20. házasságkötése                        | 1670. május 23. hitvese trónra lépte, hercegnévé válása   | 1670. május 23. hitvese trónra lépte, hercegnévé válása | 1721. szeptember 17. (76 évesen)      | III. Cosimo   | [ 8 ] |
|        | Szász–Lauenburgi Anna Mária Franciska nagyhercegné | Julizs Ferenc szász–lauenburgi herceg (Aszkánák)               | 1697. szeptember 2. házasságkötése                     | 1723. október 31. hitvese trónra lépte, hercegnévé válása | 1737. július 9. hitvese halála                          | 1741. október 15. (69 évesen)         | Gian Gastone  | [ 9 ] |

### Habsburg–Lotaringiai-ház,toszkánai ág
| Portré | Uralkodói név                              | Felmenője                                                         | Házassága                                             | Uralkodói hitvessé válása                                   | Uralkodói hitvesi terminusa vége     | Halála                           | Házastársa     | Forr.  |
| ------ | ------------------------------------------ | ----------------------------------------------------------------- | ----------------------------------------------------- | ----------------------------------------------------------- | ------------------------------------ | -------------------------------- | -------------- | ------ |
|        | Ausztriai Mária Terézia nagyhercegné       | VI. Károly német-római császár és magyar király (Habsburgok)      | 1736. február 12. házasságkötése                      | 1737. július 9. hitvese trónra lépte, hercegnévé válása     | 1765. augusztus 18. hitvese halála   | 1780. november 29. (63 évesen)   | II. Ferenc     | [ 10 ] |
|        | Spanyolországi Mária Ludovika nagyhercegné | III. Károly spanyol király (Bourbonok)                            | 1765. augusztus 5. házasságkötése                     | 1765. augusztus 18. hitvese trónra lépte, hercegnévé válása | 1790. február 20. férje lemondása    | 1792. május 15. (46 évesen)      | I. Péter Lipót | [ 11 ] |
|        | Szicíliai Lujza Mária nagyhercegné         | I. Ferdinánd nápoly–szicíliai kettős király (Bourbon–Szicíliaiak) | 1790. augusztus 15. házasságkötése, hercegnévé válása | 1790. augusztus 15. házasságkötése, hercegnévé válása       | 1801. március 21. férje trónfosztása | 1802. szeptember 19. (29 évesen) | III. Ferdinánd | [ 12 ] |

## Etruria királynéja (1801–07)

### Bourbon-ház, parmai ág
| Portré | Uralkodói név                       | Felmenője                             | Házassága                          | Uralkodói hitvessé válása                               | Uralkodói hitvesi terminusa vége | Halála                        | Házastársa | Forr.  |
| ------ | ----------------------------------- | ------------------------------------- | ---------------------------------- | ------------------------------------------------------- | -------------------------------- | ----------------------------- | ---------- | ------ |
|        | Spanyolországi Mária Lujza királyné | IV. Károly spanyol király (Bourbonok) | 1795. augusztus 25. házasságkötése | 1801. március 21. férje trónra lépte, királynévá válása | 1803. május 27. hitvese halála   | 1824. március 13. (41 évesen) | I. Lajos   | [ 13 ] |

## Toszkána nagyhercegnéje (1814–59)

### Habsburg–Lotaringiai-ház,toszkánai ág
| Portré | Uralkodói név                              | Felmenője                                                      | Házassága                                         | Uralkodói hitvessé válása                                                                              | Uralkodói hitvesi terminusa vége                                                                       | Halála                        | Házastársa     | Forr.  |
| ------ | ------------------------------------------ | -------------------------------------------------------------- | ------------------------------------------------- | --- | --- | ----------------------------- | -------------- | ------ |
|        | Szászországi Mária Ferdinanda nagyhercegné | Miksa szász koronaherceg (Wettinek)                            | 1821. május 6. házasságkötése, hercegnévé válása  | 1821. május 6. házasságkötése, hercegnévé válása                                                       | 1824. június 18. hitvese halála                                                                        | 1865. január 3. (68 évesen)   | III. Ferdinánd | [ 13 ] |
|        | Szászországi Mária Anna nagyhercegné       | Miksa szász koronaherceg (Wettinek)                            | 1817. november 16. házasságkötése                 | 1824. június 18. férje trónra lépte, hercegnévé válása                                                 | 1832. március 24. (32 évesen)                                                                          | 1832. március 24. (32 évesen) | II. Lipót      | [ 14 ] |
|        | Szicíliai Mária Antónia nagyhercegné       | I. Ferenc nápoly–szicíliai kettős király (Bourbon–Szicíliaiak) | 1833. június 7. házasságkötése, hercegnévé válása | 1833. június 7. házasságkötése, hercegnévé válása                                                      | 1859. július 21. férje trónfosztása                                                                    | 1898. november 7. (83 évesen) | II. Lipót      | [ 15 ] |
|        | Aliz nagyhercegné                          | III. Károly parmai herceg (Bourbon–Parmaiak)                   | 1868. január 11. házasságkötése                   | Mivel hitvese már házasságuk előtt lemondott a toszkán nagyhercegi címről, címzetes nagyhercegné volt. | Mivel hitvese már házasságuk előtt lemondott a toszkán nagyhercegi címről, címzetes nagyhercegné volt. | 1935. január 16. (85 évesen)  | IV. Ferdinánd  | [ 16 ] |

## Forrás
1. ↑  Margaret of Austria, duchess of Parma (angol nyelven) (html). Geni.com
2. ↑  Dª. Eleonora Álvarez de Toledo y Osorio Pimentel, Marquesa de Villafranca (angol nyelven) (html). Geni.com
3. ↑  Johanna Erzherzogin von Österreich-Habsburg (Habsburg), grand duchess consort of Tuscany (angol nyelven) (html). Geni.com
4. ↑  Bianca Cappello, Grand duchess of Tuscany (angol nyelven) (html). Geni.com
5. ↑  Christine de'Medici (de Lorraine), duchess of Tuscany (angol nyelven) (html). Geni.com
6. ↑  Maria Magdalena von Habsburg (angol nyelven) (html). Geni.com
7. ↑  Vittoria della Rovere (angol nyelven) (html). Geni.com
8. ↑  Marguerite Louise d'Orléans, grand duchess consort of Tuscany (angol nyelven) (html). Geni.com
9. ↑  Anna Maria Franziska von Sachsen Lauenburg, Pfalzgräfin zu Pfalz-Neuburg, Granducessa di Toscana (angol nyelven) (html). Geni.com
10. ↑  Maria Theresa Amalia Walburga von Österreich Habsburg (Habsburg, Lothringen), Kaiserin des Heiligen Römischen Reiches Deutscher Nation (angol nyelven) (html). Geni.com
11. ↑  Marie Louise Luisa of Bourbon (de Bourbon, Infantin von Spanien), Kaiserin des Heiligen Römischen Reiches Deutscher Nation (angol nyelven) (html). Geni.com
12. ↑  Luisa Maria Amelia Teresa di Borbone-Napoli, Granduchessa di Toscana (angol nyelven) (html). Geni.com
13. 1 2  Maria Amalia Xaveria Theresia Josepha Anna Nepomucena Aloysia Johanna Vincentia Ignatia Dominica Franziska de Paula Franziska de Chantal of Tuscany (of Saxony) (angol nyelven) (html). Geni.com
14. ↑  Maria Anna Carolina Josepha Vincentia Xaveria Nepomucena Franziska de Paula Franziska de Chantal Johanna Antonia Elisabeth Cunigunde Gertrud Leopoldina von Sachsen, Granduchessa di Toscana (angol nyelven) (html). Geni.com
15. ↑  Maria Antonietta di Borbone-Due Sicilie (angol nyelven) (html). Geni.com
16. ↑  Princess Alice of Bourbone-Parma, Grand Duchess of Tuscany (angol nyelven) (html). Geni.com